# Cladonia mateocyatha
Cladonia mateocyatha är en lavart som beskrevs av Robbins. Cladonia mateocyatha ingår i släktet Cladonia och familjen Cladoniaceae.   Inga underarter finns listade i Catalogue of Life.